# Шпис, Эберхард
Эберхард Шпис, имя в миру — Герман (нем. Eberhard Spieß, 6 мая 1902 года, Эртинген, Германия — 17 сентября 1990 года, Литембо, Танзания) — католический прелат и миссионер, второй аббат Перамихо с 23 сентября 1953 года по 1976 год, ординарий территориального аббатства Перамихо с 23 сентября 1953 года по 6 февраля 1969 года. Член монашеского ордена бенедиктинцев.

## Биография
Родился в 1902 году в германском городе Эртинген. После окончания гимназии поступил 2 июня 1925 года бенедиктинский монастырь святой Одилии Эльзасской в районе Ландсберг-ам-Лех. 9 марта 1930 года был рукоположён в священники. В 1905 году отправился на миссию в южную Танзанию, где служил в монастыре Перамихо. Преподавал в местной семинарии, в 1932 года был назначен ректором.
23 сентября 1953 года был избран аббатом монастыря Перамихо. В этот же день римский папа Пий XII назначил его титулярным епископом Цемериануса. 3 декабря 1953 года состоялось его рукоположение в епископы, которое совершил титулярный архиепископ Мелитены и апостольский делегат в Британской Африке Джеймс Роберт Нокс в сослужении с титулярным епископом Калькиса Греческого Галлусом Штайгером и титулярным епископом Байи Антонием Виктором Хэлгом.
Участвовал в работе Второго Ватиканского собора.
6 февраля 1969 года территориальное аббатство Перамихо было преобразовано в епархию Сонгеа и Эберхард Шпис передал свои полномочия территориального аббата ординарию епархии. Управлял монастырём Перамихо до 1976 года, после чего был отправлен для служения в приход селения Мпандангиндо. Умер в больнице в населённом пункте Литембо в 1990 году.